# Colegio Champagnat (Santa Tecla, La Libertad)
El Colegio Champagnat, antes llamado Colegio María Inmaculada y dirigido por la Congregación de los Hermanos Maristas, abrió sus puertas por primera vez el 2 de febrero de 1925. Ubicado en el Centro de Nueva San Salvador (hoy Santa Tecla), frente a la Alcaldía de dicha ciudad, inicia sus labores como una Escuela Parroquial en el atrio de la Iglesia Concepción, contando para ese entonces con 23 alumnos y, al finalizar ese año, la cantidad de alumnos ascendió a 48. La presencia marista del Colegio María Inmaculada se debió a la insistencia de Mons. Salvador Revelo, entonces Párroco de Santa Tecla, para que se dotara a la ciudad de un centro religioso.

## Cambio de ubicación y nombre
En el periodo en que el Hno. Ciriaco Lezaun se desempeñaba como director, 1964 – 1966, ocurren dos acontecimientos trascendentales para el Colegio: Se gradúa la Primera Promoción de Bachilleres (1965) y, en octubre de ese mismo año, se lleva a cabo el cambio de nombre del Colegio María Inmaculada a Colegio Champagnat.
El buen quehacer de los religiosos Maristas, hizo que sus instalaciones se volvieran pequeñas y hubo que buscarse nuevos terrenos que pudieran acoger a tantos niños y jóvenes que pedían la educación cristiana Marista. El Hno. Ciriaco, en 1966, encontró y adquirió el lugar perfecto en un gran cafetal, cercano a la Ciudad, en la ruta hacia el cementerio y frente al Cafetalón.
El 15 de agosto de 1969, se bendijo la primera piedra del futuro edificio, para lo cual fue invitado Mons. Luis Chávez y González para que dirigiera esta solemne bendición. El 15 de agosto de 1970 los alumnos se traladan a las nuevas instalaciones del Colegio Champagnat, cuya bendición fue oficiada por Mons. Óscar Arnulfo Romero. Como parte de los festejos todo el alumnado desfiló por las calles de la Ciudad anunciando el gozo de estrenar casa nueva. La matrícula para ese año fue de 500 alumnos, funcionando por primera vez en el Colegio, la sección de "Preparatoria".

### Creación de la doble jornada
Con la llegada del Hno. José Antonio López a la dirección del Colegio (1983 – 1989), se inicia el movimiento Renovación Marista (REMAR) y se estable una doble jornada de estudios, en la cual Básica asiste por la mañana y Bachillerato por la tarde. También se da inicio a la construcción del Gimnasio, con la valiosa colaboración de los Padres de Familia.

## Conversión a colegio mixto
En 1993, cuando estaba en la Dirección el Hno. Javier Villasur (1990 – 1995), las aulas del Colegio Champagnat abren sus puertas a la educación de niñas, convirtiéndose en una institución educativa mixta dando respuesta a quienes lo venían solicitando.

### Aumento de la Infraestructura
Durante el período como director del Hno. Alberto Ricica (1996 – 2001), fue insitucionalizada la Escuela de Padres y nace un nuevo movimiento, la Fraternidad Marista San Marcelino Champagnat. Además se llevan a cabo nuevas modificaciones en la infraestructura: se construye un nuevo edificio de dos pisos para colocar allí la Sala de Computación, música, Danza, Hogar y dos Salones para Reuniones. También se construyen dos recibidores para entrevistas con padres de familia.

## Creación de Parvularia
Siendo el Hno. Jorge Muñoz (2009 - 2013), director, se realiza la construcción de las instalaciones de Parvularia, ampliando los servicios educativos hasta Kínder 4 y Kínder 5. En febrero del 2011, comienza a funcionar la Parvularia en su totalidad.

## Directores del Colegio
Hno. Genaro (1925 - 1928), 
Hno. Ubaldo (1929),
Hno. León Guillermo (1930–1933),
Hno. Arnoldo (1934–1938),
Hno. Juan Sandoval (1939–1947),
Hno. Eusebio Vicente (1948–1950),
Hno. Clementino Sánchez (1951–1952), 
Hno. Ubaldo (1953–1954), 
Hno. Pablo Valentín (1955–1958),
Hno. José Tobías Hernández (1959–1962),
Hno. Ángel Pastrana (1962-1963),
Hno. Ciriaco Lezaun (1964–1966),
Hno. León Echávarri (1967–1972),
Hno. José Alcalde (1973–1975),
Hno. Feliciano Arroyo (1976–1981),
Hno. Agustín  Fernández (1982),
Hno. José Antonio López (1983–1989),
Hno. Javier Villasur (1990–1995),
Hno. Alberto Ricica (1996–2001),
Hno. José Antonio Ochotorena (2002–2005),
Hno. Hugo Salazar (2006–2008),
Hno. Jorge Muñoz (2009-2013),
Hno. Gerardo Mungía (2014 - 2019), Lic. Mary de Fuentes (2020 - actualmente)

## Comunidad de hermanos
Hno. Nicéforo Garran, Hno. Alex García, Hno. Oscar Lazo, Hno. Andrés Guesmes, Hno. José Antonio Ochotorena y Hno. Néstor Machuca.